# Revolutie van Neuchâtel

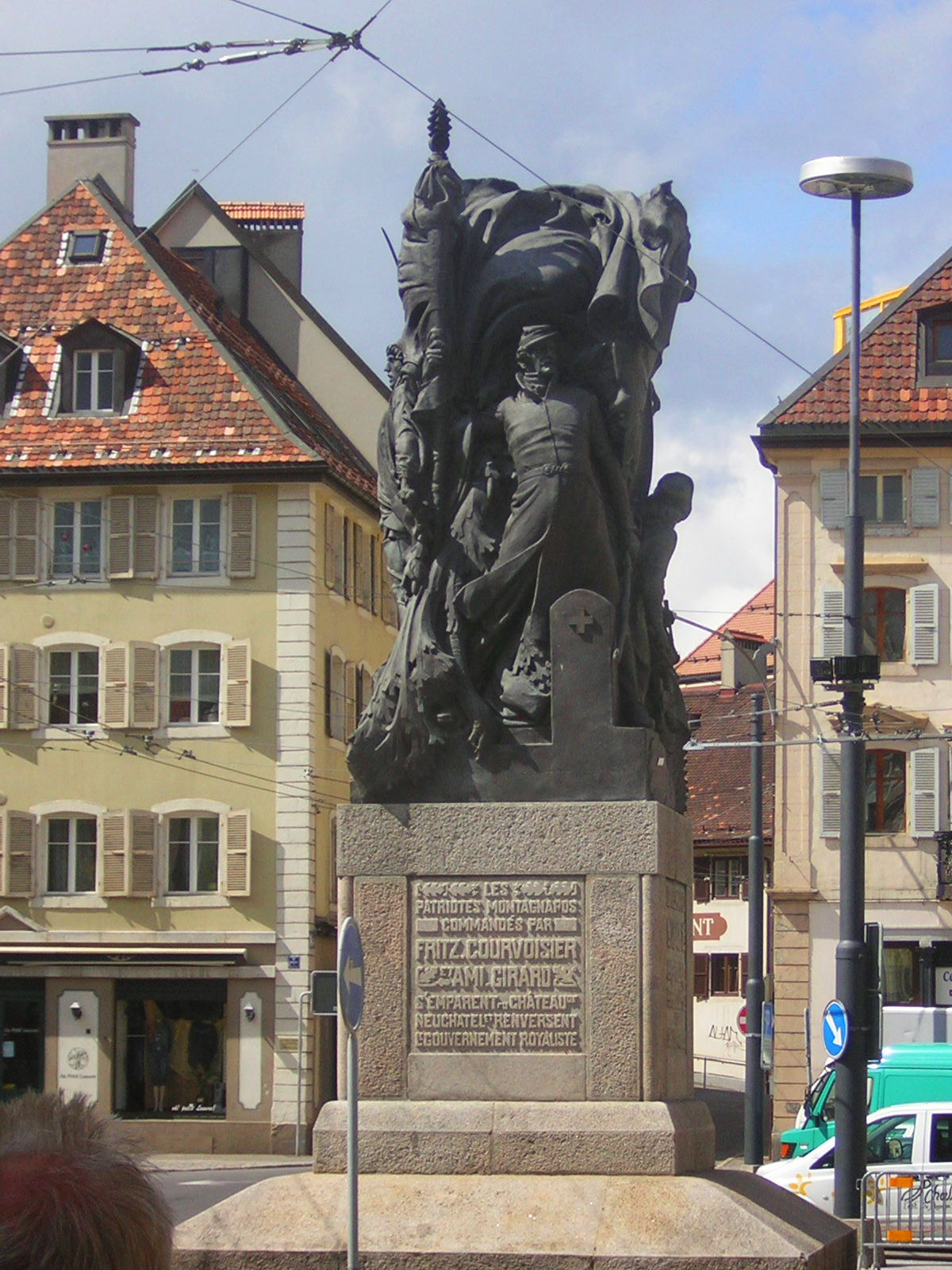
Herdenkingsmonument van de Revolutie van Neuchâtel van 1848 in La Chaux-de-Fonds met beelden van Fritz Courvoisier en Ami Girard. Het onderschrift luidt: "Les patriotes montagnards commandés par Fritz Courvoisier et Ami Girard s'emparent du château de Neuchatel et renversent le gouvernement royaliste." In het Nederlands betekent dat: "De patriotten uit de bergen, aangevoerd door Fritz Courvoisier en Ami Girard namen het kasteel van Neuchâtel in en brachten de monarchie ten val.")

De Revolutie van Neuchâtel vond plaats in het voorjaar van 1848 in het Zwitserse kanton Neuchâtel. Het Pruisische bewind over het kanton werd ten val gebracht, wat het einde betekende van het vorstendom Neuchâtel en de monarchie en leidde tot de oprichting van de moderne republiek en kanton Neuchâtel (Frans: république et canton de Neuchâtel).

## Omschrijving
Voor de revolutie regeerden de koningen van Pruisen over het vorstendom Neuchâtel. Zij droegen daardoor de titel van vorst van Neuchâtel. In 1848 was dit koning Frederik Willem IV van Pruisen. De Pruisische koning werd vertegenwoordigd door een gouverneur. Tezelfdertijd was het kanton ook onderdeel van de Zwitserse Confederatie. 
Nadat eerder op de maand februari 1848 in Frankrijk de Februarirevolutie was uitgebroken, werd het tegen het einde van de maand onrustig in republikeinsgezinde middens op verschillende plaatsen in het vorstendom, met name in La Chaux-de-Fonds, Le Locle en Val-de-Travers.
In de nacht van 29 februari op 1 maart 1848 vertrok in La Chaux-de-Fonds een groep republikeinsgezinde opstandelingen onder leiding van Fritz Courvoisier en Ami Girard met bestemming de kantonnale hoofdplaats Neuchâtel. Hiermee was de republikeinse opstand een feit. Op 1 maart, rond acht uur in de avond, viel het kasteel van Neuchâtel in revolutionaire handen, waarna de monarchie werd afgeschaft en de republiek werd uitgeroepen. Op 3 maart 1848 erkenden gezanten van de overige Zwitserse kantons de republiek en de nieuwe regering. Daags nadien, op 4 maart 1848, werd de Staatsraad van Neuchâtel van Neuchâtel opgericht, de nieuwe kantonnale republikeinse regering. Alexis-Marie Piaget werd verkozen als eerste voorzitter van de Staatsraad. Later in het voorjaar, op 30 april 1848, werd de nieuwe grondwet door de kantonnale bevolking goedgekeurd.
Met de revolutie van 1848 werd de kiem gelegd voor de Neuchâtelcrisis, een diplomatiek conflict in de periode 1856-1857.